# The Negative One
"The Negative One" é uma canção da banda de heavy metal estadunidense Slipknot, lançado em 1 de agosto de 2014, como primeiro single para seu quinto álbum de estúdio .5: The Gray Chapter. A canção é o primeiro lançamento da banda desde a morte do baixista Paul Gray em 2010, e pos a saída do baterista Joey Jordison.O vídeo da musica foi lançado no site oficial do grupo no dia 05 de agosto de 2014, no entanto não apresenta os novos membros do grupo. O vocalista Corey Taylor disse à BBC Radio 1, que ele vê a música como um "presente para os fãs".

## Antecedentes
Antes do lançamento do single, em 27 de fevereiro de 2014, todos os meios de comunicação sociais da banda foram apagado sem motivo alegado. Mais tarde, a banda lançou alguns pequenos previas do novo álbum, que acabou por ser clipes do vídeo oficial, juntamente com samples da canção.

## Videoclipe
O vídeo foi divulgado no site oficial da banda através de um link privado YouTube, após uma contagem regressiva em seu site oficial que acabou em 5 de agosto. No dia seguinte, o vídeo foi disponibilizado ao público. Dirigido por Shawn Crahan, o videoclipe apresenta duas mulheres realizando atos explicitos, juntamente com adereços em homenagem a alguns dos trabalhos anteriores do Slipknot. Não apresentam qualquer um dos membros da banda.
Foi o primeiro vídeo da banda a ter restrição de idade no YouTube, devido a cenas de nudez parcial.

## Desempenho nas paradas
| Paradas (2014)                        | Melhor posição |
| ------------------------------------- | -------------- |
| Estados Unidos (Billboard Rock Songs) | 21             |